# بخش حصار
بخش حصار (به انگلیسی: Hisar district) یک منطقهٔ مسکونی در هند است که در بخش هیسار واقع شده‌است. بخش حصار ۳٬۹۸۳ کیلومتر مربع مساحت و ۱٬۷۴۳٬۹۳۱ نفر جمعیت دارد.